# Памятник Свободы (Русе)
Памятник Свободе (болг. Паметникът на Свободата) — болгарский памятник в городе Русе, спроектированный в начале XX века итальянцем Арнольдо Дзокки и болгарином Георгием Киселинчевым. Памятник является символом города Русе и изображён на его гербе.

## Описание
Композиция пирамидальной формы. Статуя наверху представляет женскую фигуру, держащую меч в левой руке и указывающей правой рукой туда, откуда пришли русские войска в 1877 году. Один из двух бронзовых львов разрывает оковы, символизирующие турецкое рабство, а другой держит меч и щит Свободы. На пьедестале изображены рельефы со сценами участия ополченцев в боях. На постаменте написано: «Поборникам и ополченцам, которые участвовали в Освобождении Болгарии в 1876 — 1877 годах». Сзади у основания установлены два орудия.

## Проектирование и открытие
Дата об открытии памятника является спорной — называются 1906, 1908 и 1909 годы на основе ряда источников (в том числе и Энциклопедии изобразительных искусств Болгарии). Известен только день — 11 августа. Книга «Памятник революционерам в Русе» указывает на 1909 год. Доподлинно известно, что первый камень был заложен в 1890 году в Парке молодёжи при митрополите Григории и князе Фердинанде I. Стойчо Райчев Кефсизов, местный предприниматель и революционер, заключил в 1895 году контракт на установку памятника за 65 тысяч левов. Однако вскоре стоимость выросла до 150 тысяч левов, и поэтому ему пришлось привлекать пожертвования на различных балах. Братья Иван и Стефан Симеоновы выделили ещё 50 тысяч левов.
Изначальный проект подразумевал изображение на вершине памятника русского царя Александра II, а также две статуи болгарских революционеров с ружьями у основания. Однако в 1907 году власти Русе решили изобразить женщину как символ свободы, поскольку памятник Александру II уже стоял в Софии и был открыт в том же году (причём его автором также был Арнольдо Дзокки). Дату открытия должен был выбрать Фердинанд I, который стал царём после Объединения Болгарии, однако он не дал никакого ответа, и власти выбрали 11 августа как день битвы за Шипку для открытия памятника. Церемония началась ещё тремя днями ранее, на ней присутствовали множество участников войны против Турции (в том числе Райна Георгиева) и официальных лиц (премьер-министр Александр Малинов, министры юстиции и иностранных дел, военачальники, высшие саны Болгарской православной церкви и русский консул). Фердинанд I отправил только своего представителя в связи с трудными отношениями с Россией.
Вскоре городские власти и ветеранская организация решили перенести памятник в городской сад, который имел железное ограждение и закрывался на ночь — а именно на площадь князя Бориса, где ранее было турецкое кладбище (ныне она носит название Площадь Свободы).